# West Shawnigan Lake Provincial Park
Der West Shawnigan Lake Provincial Park ist ein nur etwa 9 Hektar großer Provincial Park in der kanadischen Provinz British Columbia und gehört damit zu den kleinsten der Provincial Parks. Er liegt etwa 39 Kilometer nordwestlich von Victoria und ist über den Trans-Canada Highway (Highway 1) zu erreichen. Der Park liegt im Cowichan Valley Regional District.
In seiner Nähe, am südlichen Ende des Shawnigan Lake, nimmt der Memory Island Provincial Park eine weniger als einen Hektar große Insel ein.

## Anlage
Der Park liegt am nordwestlichen Ufer des Shawnigan Lake. Eine Straße trennt den Park in die Intensive Recreation Zone (die Zone mit dem Picknickbereich) und die Natural Environment Zone (eine stark naturbelassene Zone).
Bei dem Park handelt es sich um ein Schutzgebiet der Kategorie II (Nationalpark).

## Geschichte
Der Park gehört zu den kleineren der BC Provincial Parks und wurde im Jahr 1979 eingerichtet. In ihm finden sich Spuren historischer Holzfällerei. An Baumstümpfen können hier die Spuren der Arbeit mit dem sogenannten Springboard betrachtet werden.

## Flora und Fauna
Das Ökosystem von British Columbia wird mit dem Biogeoclimatic Ecological Classification (BEC) Zoning System in verschiedene biogeoklimatischen Zonen eingeteilt. Biogeoklimatische Zonen zeichnen sich durch ein grundsätzlich identisches oder sehr ähnliches Klima sowie gleiche oder sehr ähnliche biologische und geologische Voraussetzungen aus. Daraus resultiert in den jeweiligen Zonen dann auch ein sehr ähnlicher Bestand an Pflanzen und Tieren. Innerhalb dieser Systematik wird der Park, ebenso wie die umliegenden Parks, der Eastern Very Dry Maritime Subzone der Coastal Douglas-fir Zone zugeordnet.
Im Park finden sich Bestände der Pacific dogwood, des Nuttalls Blüten-Hartriegel. Nach Angaben der Parkverwaltung finden sich im ruhigeren Teil des Parks Bestände bedrohter Pflanzen wie Viola howellii und Senecio macourii.

## Aktivitäten
Der Park wird durch die Bewohner der Region häufig aufgesucht. Viele Paddler nutzen den Shawnigan Lake. Der Park ist ein sogenannter „Day-Use Park“ und bietet keine ausgeprägte touristische Infrastruktur wie Stellplätze für Wohnmobile und Zelte. Neben einem Picknickbereich verfügt er über eine einfache Sanitäranlage.